# Араташен
Араташен (вірм. Առատաշեն) — село в марзі Армавір, на заході Вірменії. Село розташоване на правому березі річки Касах, за 7 км на південний захід від міста Вагаршапата, за 2 км на захід від села Хоронк та за 2 км на схід від села Таронік.